# Tomizawa (Yamanashi)
Pour les articles homonymes, voir Tomizawa.
Tomizawa (富沢町, Tomizawa-machi/Tomizawa-chō) est un ancien bourg du Japon de la préfecture de Yamanashi, ayant existé jusqu'au 1er mars 2003, date de fusion avec le bourg de Nanbu, pour former le nouveau bourg de Nanbu.

## Géographie
Tomizawa est situé à l'extrême sud de la préfecture, dans un corridor géographie entouré par la préfecture de Shizuoka. Avant sa fusion, Tomizawa faisait partie du district de Minamikoma.
On peut retrouver à Tomizawa un michi no eki, enregistré au registre fédéral depuis avril 1993. À sa création, il était la première aire de repos routière de la préfecture de Yamanashi. On y retrouve plusieurs magasins et un gigantesque monument en forme de pousse de bambou pour symboliser la culture du légume dans la région. Plus de 200 000 visiteurs y passent annuellement. 

### Villes limitrophes

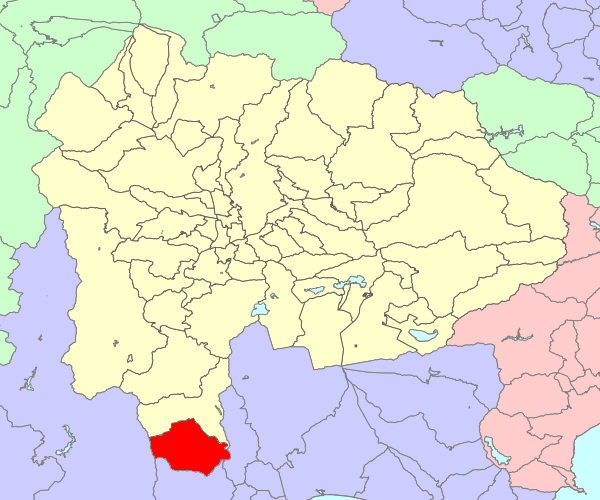
Carte montrant la localisation de Tomizawa dans la préfecture de Yamanashi.

## Transports
En date 2001, trois accidents de la route mortels avaient eu lieu à Tomizawa, plaçant le bourg au 53e rang des établissements humains au Japon avec le plus de décès sur la route.
On retrouve à Tomizawa l'échangeur autoroutier de Tomizawa (ja), sur l'autoroute Chūbu-Ōdan (en), inauguré en mars 2019 lors de la finition de la portion de la Jonction de Shin-Shimizu (ja) à Tomizawa. L'échangeur se retrouve dans la partie complétée de l'autoroute, censé relier l'arrondissement Shimizu de Shizuoka à la préfecture de Nagano.